# Goodbye, Mrs. Selvig
"Goodbye, Mrs. Selvig" es el segundo episodio de la segunda temporada de la serie de televisión de ciencia ficción y suspenso psicológico Severance. Es el undécimo episodio general de la serie y fue escrito por el coproductor ejecutivo Mohamad El Masri y dirigido por el productor ejecutivo Sam Donovan. Se estrenó en Apple TV+ el 24 de enero de 2025.
Es el primer episodio de la serie que no tiene escenas en el piso cortado, y se desarrolla completamente con los personajes cercenados afuera. Sigue las consecuencias de la contingencia de horas extras, con Milchick asignado para controlar la situación.
El episodio recibió elogios de la crítica, que elogió las actuaciones (en particular las de Tillman), la escritura, el diálogo, el trabajo de escena, la estructura, la cinematografía, el diseño de producción y la nueva apertura del programa más que antes para revelar e introducir nuevas narrativas de las vidas de los outies.

## Trama
Después de los eventos de la contingencia de horas extras,  Milchick (Tramell Tillman) tiene la tarea de hacer control de daños, y visita a Dylan (Zach Cherry) e Irving (John Turturro) para decirles que han sido despedidos. Irving le miente a Milchick sobre su paradero esa noche. Helena (Britt Lower) es castigada por su padre Jame Eagan (Michael Siberry) por su arrebato en la gala de Lumon. Ella y el agente de seguridad de Lumon, el Sr. Drummond (Ólafur Darri Ólafsson), se reúnen con Cobel (Patricia Arquette); Helena agradece a Cobel por su lealtad, se disculpa en nombre de Lumon por cómo la han tratado y le pide que regrese a la empresa, ofreciéndole un ascenso para dirigir el "Consejo Asesor de Cercenadura". Cobel se siente insultada y exige dirigir nuevamente el piso cortado, pero Helena le informa que Milchick ya se ha hecho cargo. Helena luego graba una disculpa por su arrebato, atribuyéndolo a una reacción adversa por mezclar alcohol con medicamentos.
Mark (Adam Scott) se despierta en casa y Devon (Jen Tullock) rápidamente se da cuenta de que ya no está en su forma innie. Después de que los invitados de Ricken (Michael Chernus) se van, Mark y Devon discuten a quién se refería cuando gritó "está viva" y suponen que se refería a la hija pequeña de Devon, Eleanor. Milchick llega de repente y les explica la contingencia de horas extras, pero Devon, desconfiada, no revela lo que le dijo el innie de Mark. Mark le dice a Milchick que planea dejar Lumon. Regresa a casa y llama a la puerta de Cobel, pero no obtiene respuesta. Mientras tanto, Helena observa con gran interés las imágenes de vigilancia de su beso con Mark innie.
A la mañana siguiente, Dylan acude a una entrevista de trabajo en una empresa de puertas, pero es rechazado tras admitir que está cercenado. De mala gana le cuenta la noticia a su esposa Gretchen (Merritt Wever) por teléfono. Mark se encuentra con Devon en Pip's Diner, donde Devon lo presiona sobre la posibilidad de que su innie pudiera haber estado diciendo que Gemma está viva; Mark se ofende, le recuerda a Devon que vio el cuerpo de Gemma y que fue incinerado, y sale furioso. Sin que ninguno de los dos lo sepa, Drummond está escuchando su conversación. 
Esa noche, Irving llama a alguien usando un teléfono público, sin saber que Burt (Christopher Walken) lo está mirando desde su auto. Mark recibe otra visita de Milchick, quien le cuenta sobre importantes reformas en Lumon y le ofrece un aumento salarial del 20% por regresar. Milchick afirma que el innie de Mark es feliz en el trabajo y no conoce el dolor que lo afecta fuera de la oficina. Mark regresa a trabajar al día siguiente; Milchick les dice a Helena, Drummond y Natalie (Sydney Cole Alexander) que se apresuró a encontrar reemplazos para el resto del equipo de Mark en 48 horas. Helena insiste en que Mark debe completar el archivo "Cold Harbor".
Tres días después, la junta recibe la solicitud de Mark de recuperar al resto de su equipo, y accede a sus deseos.  Milchick vuelve a contratar a Irving y Dylan, mientras que Helena se envía de regreso al piso cortado. Al final del día, Mark regresa a casa y se encuentra con Cobel, a quien confronta por haberle mentido durante dos años sobre su identidad. Él le pregunta si sabe algo sobre Gemma; Cobel hace una larga pausa antes de marcharse enojada, dejando a Mark aturdido.

## Producción

### Desarrollo
El episodio fue escrito por el coproductor ejecutivo Mohamad El Masri y dirigido por el productor ejecutivo Sam Donovan. 

### Escritura
Cuando se le preguntó sobre los objetivos de Milchick, Tramell Tillman dijo: "No creo que estén claramente definidos. No se puede hacer lo que hace este hombre y no sentir pasión por ello. Este hombre revitalizó toda la sala de descanso. Construyó una sala de visitas. Desarrolló una campaña de relaciones públicas para pintar a los residentes como héroes. Sí, hay algo allí. No sé qué es ese algo, pero eso, para mí, habla de cuidado, habla de atención, habla de concentración. No harías eso si este fuera un trabajo de medio tiempo".
Que Dylan solicite un trabajo en una fábrica de puertas es un guiño al creador de la serie, Dan Erickson, quien trabajaba en una empresa de puertas cuando se le ocurrió el concepto de la serie. Erickson "se lo planteó tímidamente" al productor ejecutivo Ben Stiller, a quien le gustó la idea. Erickson también comentó: "Eso es algo que siempre me encanta, cuando podemos hacer algo similar a la fiesta sin cena en la temporada 1, donde simplemente... ¿cómo es que la gente realmente está hablando de esto en el mundo?" 

### Secuencia de apertura
El episodio introduce una nueva secuencia de créditos de apertura, aunque mantiene la canción temática original.  El diseñador y artista 3D Oliver Latta, quien diseñó la secuencia de créditos de la primera temporada, regresó para crear una nueva secuencia para la temporada 2. Latta visitó el set de Severance en Nueva York, pero sólo le proporcionaron puntos específicos de la trama, sin tener la oportunidad de ver ninguno de los episodios. 

## Reseñas críticas

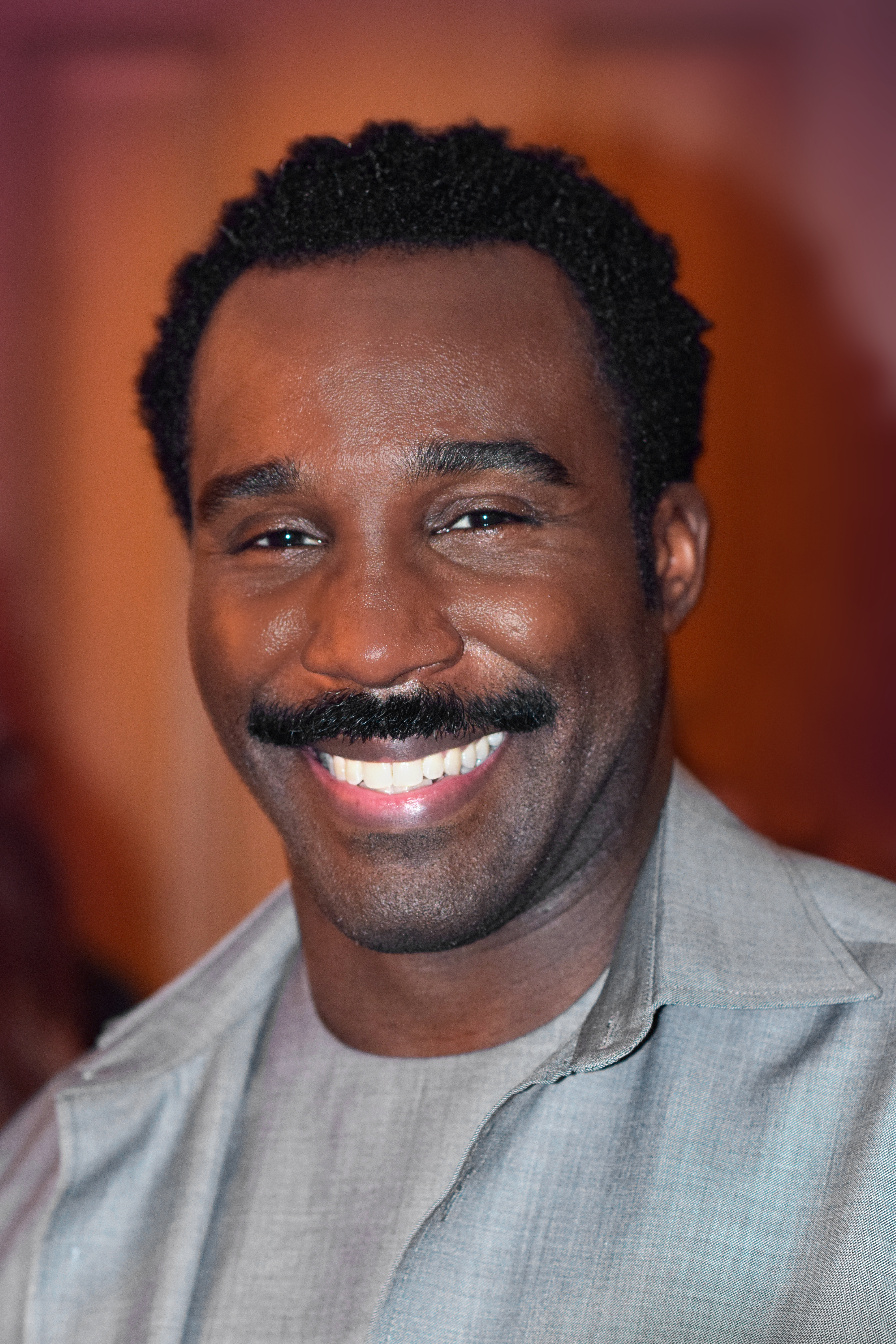
Tramell Tillman recibió grandes elogios por su actuación en el episodio.

"Goodbye, Mrs. Selvig" recibió elogios de la crítica. Saloni Gajjar de The AV Club le dio al episodio una "A-" y escribió: "Como devota de Kier de toda la vida, Cobel está conmocionada y no parece que vaya a tolerar este maltrato. Esto prepara el terreno para que ella se vuelva lentamente contra los Eagan, o volverá con venganza y un nuevo plan para recuperar su trabajo. Nunca se sabe con ella porque, como dice Mark, "¿De qué diablos va todo esto?" Supongo que Cobel tiene respuestas, y es por eso que apenas ha estado en la segunda temporada".
Alan Sepinwall de Rolling Stone escribió: "No sabemos qué es Cold Harbor, no sabemos por qué la Sra. Huang es una niña (aparte de por cuándo nació), por qué Gemma está viva pero separada, y por qué Helly (¿o Helena?) está mintiendo a los otros personajes. Pero "Goodbye, Mrs. Selvig" da vueltas a muchas más cartas de las que podría haber dado a esta altura de la temporada. E incluso si tanto los personajes de dentro como los de fuera están parcialmente a oscuras, ahora tenemos una idea bastante buena de lo que está sucediendo y por qué, a medida que avanzamos más en este camino".  Ben Travers de IndieWire le dio al episodio una "A-" y escribió: "El episodio 2 cubre mucho terreno en su apretado tiempo de ejecución de 47 minutos, pero su arco episódico principal conecta dos momentos clave: el primero es el mismo del que hemos estado hablando durante los últimos tres años: cuando el innie de Mark sale de la habitación trasera de su hermana, agarrando una foto de Gemma y gritando: "¡Está viva!". El segundo está, apropiadamente, dividido en dos momentos: cuando Mark elige regresar a Lumon y cuando se enfrenta a la Sra. Cobel. En el medio, se muestra al outie de Mark siendo despectivo y desconectado". 
Erin Qualey de Vulture le dio al episodio una calificación perfecta de 5 estrellas sobre 5 y escribió: "Adiós, Sra. Cobel. Hola, Sr. Milchick. El hombre ciertamente se ganó sus galones esta semana, haciendo visitas domiciliarias dobles a todos los refinadores, amurallando Wellness, creando un video de capacitación absolutamente desquiciado, contratando un equipo de MDR completamente nuevo para Mark (su descripción de Dario R. como un "flotador" fue curiosa) y promocionando a la señorita Huang. Nunca hay suficientes palabras para expresar lo increíble que es Tramell Tillman, así que digamos que estoy impresionando a mis ojos".  Sean T. Collins de Decider escribió: "Desearía que no nos mantuvieran a oscuras sobre las vidas de Dylan y Helena en casa, pero al menos hay algo de oscuridad para explorar. Estoy interesado en estas personas, no en el mundo meticulosamente construido que las rodea". 
Brady Langman de Esquire escribió: "Severance ha dejado bastante claro desde hace mucho tiempo que Cobel sabe lo que le pasó a Gemma. Pero si se está distanciando de Lumon, ¿considerará realmente decirle a Mark lo que sabe? ¿Adónde va a ir tan tarde en la noche de todos modos?"  Erik Kain de Forbes escribió: "En total, este fue otro gran episodio de Severance. Es interesante ver todo desde la perspectiva de los innies la semana pasada, y luego ver cómo se desarrollan los eventos en el exterior esta semana, especialmente porque muestra cuán engañoso y manipulador es Lumon cuando se trata de su manejo de los innies". 
Griff Griffin de Newsweek escribió: "Los efectos del levantamiento de Macrodata están en todas partes. Mientras que el episodio de apertura de la temporada 2 de Severance se centró en los que están dentro de la sociedad, el episodio 2 se centra en los que están fuera de la sociedad. Específicamente, en cómo reaccionan los outies de Mark, Helly, Irving y Dylan al motín de la temporada pasada".  Breeze Riley de Telltale TV le dio al episodio una calificación de 4 estrellas de 5 y escribió: "Hasta ahora, en esta temporada, Severance se está inclinando fuertemente hacia el elemento de ciencia ficción/caja misteriosa del programa. Ya se estableció que el mundo laboral corporativo es un infierno y se pusieron piezas sobre el tablero, y ahora es el momento de ver cómo se desarrolla este juego retorcido con Mark y los demás". 

### Reconocimientos
TVLine nombró a Tramell Tillman como el "Artista de la Semana" de la semana del 25 de enero de 2025, por su actuación en el episodio. El sitio escribió: "Milchick convenció a Mark de que su innie es feliz en Lumon ("El consuelo que ha encontrado allí abajo llegará a ti"), y la certeza absoluta de Tillman casi nos hizo estar listos para inscribirnos para el procedimiento de corte nosotros mismos. Ha sido un placer ver más de la personalidad del Sr. Milchick salir a la luz en la temporada 2, y podemos prometer que veremos más de eso a medida que avance la temporada, y al crear un personaje tan fascinante, Tillman ha demostrado que es digno de su propia oficina en la esquina".